# Pantelleria
Pantelleria este un oraș în Italia, de pe insula cu același nume, situată la cca 100 km sud-vest de Sicilia.
Modul de cultivare locală a viței de vie a fost inclus în Patrimoniul cultural imaterial al umanității.

## Demografie
Pantelleria - evoluția demografică

|  | Graficele sunt indisponibile din cauza unor probleme tehnice. Mai multe informații se găsesc la Phabricator și la wiki-ul MediaWiki. |

Date: Recensăminte sau birourile de statistică - grafică realizată de Wikipedia